# مری‌لین رایسکوب
مری لین رایسکوب (به انگلیسی: Mary Lynn Rajskub) (زاده ۲۲ ژوئن ۱۹۷۱) بازیگر و کمدین آمریکایی است. او به خاطر بازی در نقش کلوئی ابرایان در سریال ۲۴ به شهرت رسید. از دیگر فیلم‌هایی که وی در آن بازی کرده می‌توان لگالی بلاند ۲، دیوار آتش، عشق پریشان، آفتاب تمیز کردن، خط صورتی نازک و ویلسون اشاره کرد.